# Olaszország régiói
Olaszországnak 1970-től húsz régiója (olaszul regione) van, amelyek NUTS-2 szintű közigazgatási egységeknek felelnek meg. A régiók döntéshozó testülete a regionális tanács (consiglio regionale), a végrehajtó testület pedig az önkormányzati tanács (giunta comunale), melyet az elnök (presidente) vezet. A központi kormány a regionális biztosok (commissari del governo) révén felügyeli a régiókat.
Öt régió különleges státusszal rendelkezik, elsősorban az ott élő nemzeti kisebbségek jogainak biztosítása céljából: ezek Friuli-Venezia Giulia, Szardínia, Szicília, Trentino-Alto Adige (Dél-Tirol) és az Aosta-völgy (Valle d’Aosta). 

Rendes statútumú régiók Olaszországban
Különleges statútumú (autonóm) régiók Olaszországban

A régiók törvényhozási, adminisztratív és pénzügyi autonómiával rendelkeznek. 
Az Aosta-völgy kivételével a régiók megyékre (provincia) oszlanak. Trentino-Alto Adige (Dél-Tirol) régió maga is két különleges státuszú, autonóm megyére oszlik: Trentinóra és Bolzanóra.

## Főbb adatok
| Régió                           | Székhely   | Zászló                         | Lakosság (fő) | Terület (km²) | Népsűrűség (fő/km²) | Községek száma |
| ------------------------------- | ---------- | ------------------------------ | ------------- | ------------- | ------------------- | -------------- |
| Lombardia                       | Milánó     | Lombardia zászlaja             | 9 545 441     | 23 861        | 400                 | 1 546          |
| Campania                        | Nápoly     | Campania zászlaja              | 5 790 187     | 13 592        | 426                 | 551            |
| Lazio                           | Róma       | Lazio zászlaja                 | 5 493 308     | 17 210        | 319                 | 378            |
| Szicília                        | Palermo    | Szicília zászlaja              | 5 016 861     | 25 701        | 195                 | 390            |
| Veneto                          | Velence    | Veneto zászlaja                | 4 773 554     | 18 390        | 260                 | 581            |
| Piemont                         | Torino     | Piemont zászlaja               | 4 352 828     | 25 398        | 171                 | 1206           |
| Emilia-Romagna                  | Bologna    | Emilia-Romagna zászlaja        | 4 223 264     | 22 122        | 191                 | 341            |
| Puglia                          | Bari       | Puglia zászlaja                | 4 069 869     | 19 364        | 210                 | 258            |
| Toszkána                        | Firenze    | Toszkána zászlaja              | 3 638 211     | 22 990        | 158                 | 287            |
| Calabria                        | Catanzaro  | Calabria zászlaja              | 1 998 052     | 15 083        | 132                 | 409            |
| Szardínia                       | Cagliari   | Szardínia zászlaja             | 1 659 443     | 24 090        | 69                  | 377            |
| Liguria                         | Genova     | Liguria zászlaja               | 1 607 878     | 5421          | 297                 | 235            |
| Marche                          | Ancona     | Marche zászlaja                | 1 536 094     | 9695          | 158                 | 246            |
| Abruzzo                         | L’Aquila   | Abruzzo zászlaja               | 1 309 797     | 10 793        | 121                 | 305            |
| Friuli-Venezia Giulia           | Trieszt    | Friuli-Venezia Giulia zászlaja | 1 212 602     | 7712          | 157                 | 219            |
| Trentino-Alto Adige (Dél-Tirol) | Trento     | Trentino-Dél-Tirol zászlaja    | 994 703       | 13 599        | 73                  | 339            |
| Umbria                          | Perugia    | Umbria zászlaja                | 872 967       | 8454          | 103                 | 92             |
| Basilicata                      | Potenza    | Basilicata zászlaja            | 591 338       | 9992          | 59                  | 131            |
| Molise                          | Campobasso | Molise zászlaja                | 320 074       | 4438          | 72                  | 136            |
| Aosta-völgy (Valle d’Aosta)     | Aosta      | Valle d’Aosta zászlaja         | 124 812       | 3266          | 38                  | 74             |
| Olaszország                     | Róma       | Olaszország zászlaja           | 59 131 287    | 301 171       | 196                 | 8101           |

## Fordítás
Ez a szócikk részben vagy egészben  a   Regione italiana című olasz Wikipédia-szócikk fordításán alapul.  Az eredeti cikk szerkesztőit annak laptörténete sorolja fel. Ez a jelzés csupán a megfogalmazás eredetét és a szerzői jogokat jelzi, nem szolgál a cikkben szereplő információk forrásmegjelöléseként.

## Lásd még
- Olaszország közigazgatása
- Olaszország megyéi